# Josh van der Flier
Joshua Dirk van der Flier, detto Josh (Dublino, 25 aprile 1993), è un rugbista a 15 irlandese, terza linea ala del Leinster, eletto miglior giocatore dell'anno nel 2022.

## Biografia
Irlandese di seconda generazione (i suoi nonni paterni provenivano dai Paesi Bassi, da cui il cognome di famiglia olandese), crebbe a Wicklow e fu avviato a 8 anni al rugby da suo padre Dirk, in gioventù rappresentante a livello under-21 della provincia del Leinster.
Inizialmente mediano di mischia, passò intorno ai 14 anni al ruolo di terza ala, e talora giocò anche terza centro nei tornei scolastici.
Esordì in Pro12 con Leinster nella stagione 2014-15 contro le Zebre e nel corso del Sei Nazioni 2016 il C.T. dell'Irlanda Joe Schmidt lo fece debuttare contro l'Inghilterra.
Dopo i test match autunnali del novembre 2016 è divenuto titolare fisso nel Sei Nazioni 2017.

## Palmarès
- Champions Cup: 1
Leinster: 2017-18
- Pro14: 4
Leinster: 2017-18, 2018-19, 2019-20, 2020-21